# Грб Социјалистичке Републике Хрватске
Грб Социјалистичке Републике Хрватске био је један од симбола суверенитета Народне Републике Хратске и Социјалистичке Републике Хрватске. Установљен је доношењем првог послератног Устава Хрватске 18. јануара 1947. године, а смењен је 25. јула 1990. године изменом Устава, када је уведен привремни повјесни хрватски грб, који је 21. децембра 1990. године смењен новим грбом Републике Хрватске. Аутор грба СР Хрватске био је сликар Вања Радауш.

## Историјат
У току Народноослободилачког рата, 1944. године за потребе Земаљског антифашистичког вијећа народног ослобођења Хрватске (ЗАВНОХ) направљен је грб с црвеном звездом петокраком, који је након ослобођења земље постао неслужбени грб Федералне Државе Хрватске. Проглашењем Устава НР Хрватске, који је 18. јануара 1947. године донео Уставотворни сабор Народне Републике Хрватске, усвојен је Државни грб НР Хрватске. Члан 4. овог устава дефинисао је изглед државног грба. У каснијим Уставима Хрватске из 1963. и 1974. године изглед грба није био мењан, изузев што је доношењем новог Устава, 9. априла 1963. године, промењен службени назив грба, јер је избрисан придев „државни”.
Након првих вишепартијских избора, одржаних 22. и 23. априла 1990. године, на којима је победила националистичка Хрватска демократска заједница, дошло је до иницијативе за измену државних симбола Хрватске. Сабор СР Хрватске, на предлог Председништва СР Хрватске, на чијем је челу био Фрањо Туђман, изгласао је 25. јула 1990. године амандмане на Устав СР Хрватске, чиме је из назива ове републике избрисана реч „социјалистичка“ и измењени застава и грб СР Хрватске. Уместо социјалистичког грба, тада је усвојен привремени „историјски хрватски грб“ са шаховницом, који је у употреби био до 21. децембра 1990. када је доношењем „Закон о грбу, застави и химни Републике Хрватске“ замењен новим грбом Републике Хрватске.
Хрватска је била прва југословенска република, која је променила социјалистичке државне симболе, и друга која је из свог назива избацила реч „социјалистичка“.

## Изглед грба
Грб Социјалистичке Републике Хрватске, као и остали грбови југословенских социјалистичких република, настали након Другог светског рата, настао је по узору на грб Совјетског Савеза и грбове совјетских социјалистичких република. Аутор грба био је сликар Вања Радауш. 
У члану 6. Устава Социјалистичке Републике Хрватске, проглашеном у Сабору СР Хрватске 22. фебруара 1974. године, дат је следећи опис грба СР Хрватске:
| „ | Грб Социјалистичке Републике Хрватске је поље окружено са два снопа житног класја златне боје. У дну поља је жељезни наковањ над којим се благо таласа морска пучина. Из морске пучине уздиже се хисторијски хрватски грб изнад кога излази сунце. Снопови житног класја доље се састављају и испреплићу, а у свом саставу оплећу постоље наковња. Између врхова класја је златом обрубљена црвена петокрака звијезда којој су доњи краци усмјерени у поље грба. | ” |

Претходна верзија неслужбеног грба, односно грба ЗАВНОХ-а, који је од 1944. до 1947. године био коришћен као грб Федералне Државе Хрватске, у потпуности се разликовала од верзије усвојене Уставом из 1947. године. Тај грб се састојао од црвене звезде петокраке, која је била окружена с гранчицом маслине с десне и класом жита с леве стране.